# Brian Viloria
Brian Costales Viloria (Honolulu, 24 de noviembre de 1980) es un deportista estadounidense que compitió en boxeo. Ganó una medalla de oro en el Campeonato Mundial de Boxeo Aficionado de 2011, en el peso minimosca.
En mayo de 2001 disputó su primera pelea como profesional. En septiembre de 2005 conquistó el título internacional del CMB, en la categoría de peso minimosca, an abril de 2009 ganó el título internacional de la IBF, en julio de 2011 el título internacional de la OMB y en noviembre de 2012 el título internacional de la AMB.
En su carrera profesional tuvo en total 44 combates, con un registro de 38 victorias y 6 derrotas.

## Palmarés internacional
| Campeonato Mundial | Campeonato Mundial       | Campeonato Mundial | Campeonato Mundial |
| Año                | Lugar                    | Medalla            | Categoría          |
| ------------------ | ------------------------ | ------------------ | ------------------ |
| 1999               | Houston (Estados Unidos) | Medalla de oro     | 48 kg              |